# Rotte (ruisseau)
Pour les articles homonymes, voir Rotte.
La Rotte est un cours d'eau du département de la Moselle, dans la région Grand Est, et un affluent droit de la Nied  donc un sous-affluent du Rhin par la Sarre  et la Moselle.

## Hydronymie
Rotha (1018), La Rotten (D. Cal. not. Lorr.), Rothe .

## Géographie
De 23,4 km de longueur, la Rotte est un ruisseau qui prend sa source dans le département de la Moselle sur la commune de Morhange, entre le cimetière militaire allemand et la forêt le Hellenwald, à 265 m d'altitude.
L'étang de Mutche (anciennement Mutsch), sur la gauche se jette dans la Rotte, et la Rotte coule globalement de l'est vers l'ouest.
La Rotte conflue en rive droite dans la Nied sur la commune de Vatimont, à 224 m d'altitude, à la limite de la commune de Saint-Epvre de l'autre côté de la Nied, juste après être passée sous la ligne TGV Est.

### Communes et cantons traversés
Dans le seul département de la Moselle, la Rotte traverse les onze communes et même treize, dans trois cantons et dans trois arrondissements, de l'amont vers aval, de Morhange (source), Racrange, Vallerange, Harprich, Landroff, Destry, Suisse, Brulange, Arraincourt, Holacourt, Lesse, Chenois, Vatimont (confluence),.
Soit en termes de cantons, la Rotte prend source dans le canton de Grostenquin, traverse le canton de Delme, conflue dans le canton de Faulquemont, le tout dans les arrondissements de Forbach, de Château-Salins et de Boulay-Moselle.

### Bassin versant
Le ruisseau la Rotte traverse une seule zone hydrographique La Rotte (A971) de 100 km2 de superficie. Ce bassin versant est constitué à 86,40 % de « territoires agricoles », 8,47 % de « forêts et milieux semi-naturels », 3,88 % de « territoires artificialisés »  1,30 % de « surfaces en eau ». 

### Organisme gestionnaire
L'organisme gestionnaire est le SMSNF ou Syndicat Mixte des Sources de la Nied Française. Celui-ci a été créé le 23 janvier 2007 et concerne neuf et quatorze communes soit vingt-trois communes.

## Affluents
La Rotte a cinq tronçons affluents référencés :
- le ruisseau le Betz (rg), 4,9 km sur les trois communes de Baronville (source), Morhange et Harprich (confluence),  qui traverse l'Etang de Mutche
- le ruisseau le Gansbach (rg), 3,3 km sur les deux communes de Destry (source) et Suisse (confluence).
- le ruisseau des Vieux Près (rg), 1,7 km sur les deux communes de Destry (source) et Suisse (confluence) avec un affluent :
  - le ruisseau des Loups (rg), 3,8 km sur les quatre communes de Marthille (source), Brulange, Destry, Suisse (confluence).
- le ruisseau de Manchebach (rd), 4,5 km sur les trois communes de Thicourt (source), Thonville, et Brulange (confluence).
- le ruisseau de Bouligny ou ruisseau des Grands Près (rd), 5,1 km sur les trois communes de Many (source), Arraincourt et Holacourt (confluence).

Le rang de Strahler est donc de trois.

## Hydrologie
Le débit moyen à la confluence est de 0,75 m3/s, pour un bassin versant de 100,3 km2 en phase avec le SANDRE.

## Pêche et AAPPMA
La Rotte dépend de l'AAPPMA de Landroff " Le Gardon frétillant de la Rotte"